# René de La Porte
Pour les autres membres de la famille, voir Famille de La Porte (Laval).
René de la Porte, fils du second mariage de Jean de la Porte avec Marie Cazet, juge civil et maire perpétuel de Laval (1683), mort le 10 septembre 1705 à Laval. Il est membre d'une des riches et notables familles de Laval : la Famille de La Porte.

## Biographie
Capitaine de la ville et du château, il a mérité cet éloge de René Pichot de la Graverie : « Pendant vingt-deux ans que dura son gouvernement, il donna des preuves éclatantes d'un jugement profond et solide, d'une droiture à l'épreuve de toute prévention, d'un désintéressement parfait, d'une régularité de mœurs qui ne se démentit jamais ; il concourut à procurer le règlement de la manufacture des toiles de l'année 1688, l'établissement de l'hôpital général, dont il fut le premier directeur, et l'arrêt du Parlement contre les juges consuls d'Angers du 17 août 1697. »
La première pierre de l'église de Saint-Charles-la-Forêt fut posée dans le nom du Charles Belgique Hollande de La Trémoille par René de la Porte, juge ordinaire de Laval. Elle est consacrée sous le vocable de saint Charles Borromée, patron du fondateur, le jour même de la fête du saint, 4 novembre 1690. Cette église a été reconstruite en 1842.
Un jeune Maure de Guinée qu'il avait à son service et qu'il tint sur les fonts, fut inhumé à Saint-Tugal de Laval en 1695. 
René de la Porte meurt à la fin de 1706, après avoir rempli les fonctions de juge civil et maire depuis la division des offices, pendant 23 ans. Sa dépouille mortelle reçoit de grands honneurs. Comme officier du seigneur de Laval, il doit être inhumé par le chapitre de Saint-Tugal de Laval. Une messe de Requiem est en effet d'abord chantée dans la Collégiale Saint-Tugal de Laval, le corps présent. Le clergé de la Trinité et celui de Saint-Vénérand y assistent. La bière fut ensuite portée à la Trinité, où une seconde messe fut célébrée, puis à Saint-Vénérand, dont le prieur en chanta une troisième. Toute la ville pria ainsi pour celui qui l'avait si long-temps administrée. Il a pour successeur René Hardy de Lévaré.

## Famille
Une de ses sœurs, Marie-Angélique, avait épousé le 22 avril 1671 Louis-Joseph de Montecler, gouverneur de Laval en 1672.
De Charlotte Greffin, de Saint-Malo, il laissait :
- Jeanne-Charlotte, femme de Nicolas Marest de la Bouchefolière ;
- Marie-Angélique-Hélène, mariée à Guy de Gencian[4];
- Thomas-René-François.

## Source
« René de La Porte », dans Alphonse-Victor Angot et Ferdinand Gaugain, Dictionnaire historique, topographique et biographique de la Mayenne, Laval, A. Goupil, 1900-1910 [détail des éditions] (BNF 34106789, présentation en ligne)